# Oligoryzomys magellanicus
Oligoryzomys magellanicus és una espècie de mamífer rosegador de la família dels cricètids. És endèmic del sud de la Patagònia (Xile i Argentina), on viu a la Terra del Foc i illes properes. El seu hàbitat natural són els boscos subantàrtics. És una espècie en risc mínim, és a dir, no sembla que hi hagi cap amenaça significativa per a la seva supervivència.